# Лиса Дженоува
Лиса Дженоува (на английски: Lisa Genova) е американска невроложка и писателка на произведения в жанра драма, в които героите страдат от различни заболявания.

## Биография и творчество
Лиса Дженоува е родена на 22 ноември 1970 г. в Уолтъм, Масачузетс, САЩ, в голямо семейство с италиански корени. Завършва с отличие и бакалавърска степен по биопсихология колежа „Бейтс“ в Луистън. Член е на „Фи Бета Капа“. През 1998 г. получава докторска степен по невронаука от Харвардския университет. Специализира в болницата на Медицинското училище на Харвардския университет, в Медицинското училище на Йейлския университет, в болницата „Маклийн“ и в Националния институт по здравеопазване. От есента на 1996 г. преподава невроанатомия в Харвардското медицинско училище.
След раждането на дъщеря си през 2000 г. напуска работата си и се грижи за семейството си. Започва да пише през 2004 г. след развода с първия си съпруг. За първия си роман е вдъхновена от заболяването от Алцхаймер на своята баба.
Първият ѝ роман „Все още Алис“ отначало е отхвърлен от издателствата и тя го издава и продава самостоятелно през 2007 г. Главната героиня, Алис Хаулънд, е 50-годишна професорка по когнитивна психология в Харвард и световноизвестна експертка по лингвистика. Омъжена е за също толкова успешен съпруг и имат три пораснали деца. Тя страда от ранно начало на болестта на Алцхаймер, което обаче се развива бързо и променя отношенията на Алис със семейството ѝ и света. Романът става бестселър в списъка на „Ню Йорк Таймс“, преведен е на 37 езика по света и я прави известна. След успеха на романа се посвещава на писателската си кариера. През 2014 г. романът е екранизиран в успешния едноименен филм с участието на Джулиан Мур, Алек Болдуин, Кристен Стюарт.
Романът ѝ Left Neglected е издаден през 2011 г. и е история за на жена, която страда от пренебрегване на ляво (агнозия), причинена от травматично мозъчно увреждане.
В романа ѝ Love Anthony от 2012 г. главният герой е Антъни, невербално момче с аутизъм, и представя как той възприема света и как състоянието му засяга две жени.
Тя се появява в различни телевизионни програми, в които представя, дестигматизира и обучава зрителите за болестите на Алцхаймер и Хънтингтън. Участва по тези теми и в документалния филм To Not Fade Away.
През 2015 г. е издаден романът ѝ Inside the O'Briens, който представя семейство О'Брайън, в което няколко от членовете му са наследили болестта на Хънтингтън и това как тя се отразява на живота и отношенията им.
През 2016 г. получава отличието „доктор хонорис кауза“ от колежа „Бейтс“, наградата „Рита Хейуърт“ на Асоциацията „Алцхаймер“ и наградата на Обществото за болестта на Хънтингтън.
С романа Every Note Played от 2018 г. представя темата за болестта амиотрофична латерална склероза и това как тя се отразявя на семейството на пианиста Ричард и съпругата му Карина, на тяхната любов и предопределено бъдеще.
Лиса Дженоува живее със семейството си в Кейп Код.

## Произведения

### Самостоятелни романи
- Still Alice (2007)
Все още Алис, изд. „Интенс“ (2014), прев. Катя Христова
- Left Neglected (2011)
- Love Anthony (2012)
- Inside the O'Briens (2015)
- Every Note Played (2018)

### Екранизации
- 2014 Все още Алис, Still Alice